# Бендас, Георгий Константинович
Георгий Константинович Бендас (при рождении Михалис Безендакос, греч. Μιχάλης Μπεζεντάκος; 1908, Паница, Лакония, Королевство Греция — 11 апреля 1938, Бутовский полигон, Москва, СССР) — греческий коммунист, известный своим побегом из тюрьмы Сингру в марте 1932 года, о котором рассказывается в популярной греческой песне.

## Биография
Родился в селе Паница на полуострове Мани в 1908 или 1912 году, но в юном возрасте перебрался с семьёй в город Тамбурия (ныне район города Пирей). Работал на фабрике в Пирее, где занялся политикой. Был греческим коммунистом первоначально троцкистского толка, но затем в 1929 или 1931 году присоединился к Коммунистической партии Греции (КПГ) после ухода из троцкистской группы археомарксистов.
В 1931 году он был арестован за убийство полицейского Георгиоса Гифтодимопулоса в столкновении полиции и протестующих при разгоне полицией антивоенного и антифашистского митинга 1 августа в годовщину начала Первой мировой войны в городе Драпецона. Георгиос Гифтодимопулос доставил в местный участок коммуниста Костаса Сарикаса, протестующие пытались освободить арестованного, Гифтодимопулос выстрелил в толпу и был убит в последующем столкновении.
Он был обвинён в гибели полицейского, арестован через несколько дней в городе Мангуфана и посажен до суда, который должен был состояться в апреле 1932 года и вынести смертный приговор, в тюрьму Сингру, откуда бежал в ночь с 4 на 5 марта 1932 года, проделав дыру в стене. Побег был организован по решению Политбюро КПГ с участием Василиса Нефелудиса. Об успешном побеге на первой полосе 5 марта сообщила газета «Неос-Ризоспастис», официальный печатный орган Коммунистической партии Греции. Об этом побеге повествует известная греческая песня, до сих пор популярная в коммунистических кругах и исполняемая на партийных мероприятиях. Песню написал коммунист Зорзетос, который приехал в Грецию из Грузии в 1924 году и в 1930—1932 гг. был узником тюрьмы Сингру.
Покинув Грецию, получил политическое убежище в СССР. Он сменил имя и устроился в Москве работать на завод ЗИC. В 1934 г. у него родилась дочь Лариса Георгиевна Бендас. В период сталинских репрессий он был арестован по обвинению в шпионаже и расстрелян 11 апреля 1938 г. на Бутовском полигоне. В 1958 г. реабилитирован.